# Kemono
Kemono (獣 bestia?,  también estilizado como ケモノ) es un género de arte y diseño japonés en el que los personajes muestran rasgos animales o antropomórficos, pero actúan y hablan de forma similar o igual a la humana. Se le denomina kemono tanto al fandom aficionado al género como a los diseños antropomórficos ampliamente usados en dibujo, pintura, manga, anime y videojuegos. No debe confundirse con el furry, de origen estadounidense.

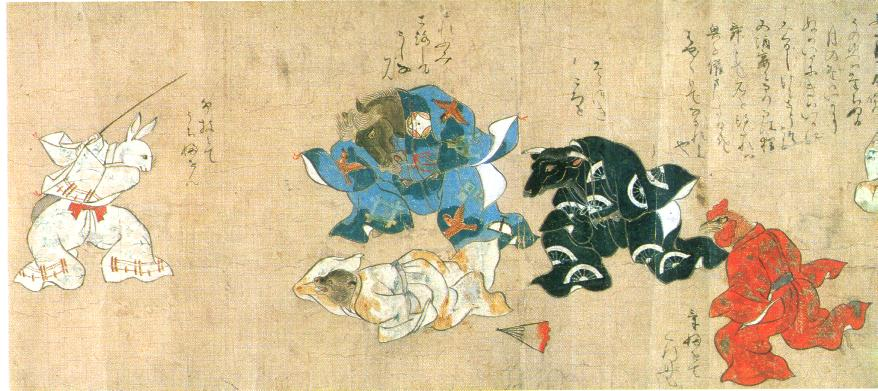
Kemono

Se les denomina kemoner (ケモナー kemonā?,  kemono + er (inglés)), casi exclusivamente en japonés, a las personas aficionadas al género.
Los personajes antropomórficos son llamados habitualmente jūjin (獣人jūjin?  antropomorfo u «hombre-bestia»; también se puede leer kemonobito) o solo kemono en japonés. Estos presentan por lo general una personalidad fundamentalmente humana, pocas veces actuando como los animales a partir de los cuales fueron diseñados. Cada artista aporta su propio estilo a cada personaje, por lo que algunos personajes pueden parecer demasiado humanos como en el kemonomimi, o pueden parecer más animales como en el teriomorfismo.

## Diferencia con elfurry
A diferencia de las de otros países, la comunidad kemono de Japón no hace distinción entre kemono y furry, siendo consideradas equivalentes; sin embargo, en las comunidades del resto del mundo, hay un consenso en que el arte furry y kemono son, respectivamente, de origen occidental y oriental, o sea, a pesar de ser ambas artes sobre animales antropomórficos, son consideradas como dos categorías distintas más por su origen que por el estilo.
Actitudes, forma de pensar y sentir son ejemplos que diferencian a los kemono de los furry pues estos últimos siempre mantendrán su instinto, esencia y lado animal con ellos.
Actividades como fursuiting también son populares en el fandom kemono, pero no al mismo nivel que del fandom furry. Otras actividades como los cómics dōjin, novelas visuales o voces de UTAU son más comunes en el fandom kemono.